# Anthophora lacteifrons
Anthophora lacteifrons är en biart som beskrevs av Hans Hedicke 1931. Anthophora lacteifrons ingår i släktet pälsbin, och familjen långtungebin. Inga underarter finns listade i Catalogue of Life.